# (6530) Adry
(6530) Adry es un asteroide perteneciente al cinturón de asteroides, región del sistema solar que se encuentra entre las órbitas de Marte y Júpiter.
Fue descubierto el 12 de abril de 1994 por Vincenzo Silvano Casulli desde el observatorio de Colleverde.

## Designación y nombre
Designado provisionalmente como 1994 GW fue nombrado en honor a Adriano Casulli (n. 1974), hijo del descubridor.

## Características orbitales
Adry está situado a una distancia media del Sol de 2,658 ua, pudiendo alejarse hasta 3,096 ua y acercarse hasta 2,219 ua. Su excentricidad es 0,165 y la inclinación orbital 13,971 grados. Emplea 1582,55 días en completar una órbita alrededor del Sol.
Pertenece a la familia de asteroides de (15) Eunomia.

## Características físicas
La magnitud absoluta de Adry es 13,04. Tiene 6,472 km de diámetro y su albedo se estima en 0,385.